# Grand Prix de Forli
Le Grand Prix de Forli  est une ancienne course cycliste contre la montre italienne disputée de 1958 à 1979 en Émilie-Romagne. 
L'épreuve s'est déroulée de 1958 et 1959 sur le circuit de Ronco (via Emilia), puis de 1960 à 1963 sur le circuit de Villa Grappa (Villafranca) et de 1965 à 1979 sur le circuit panoramique de Castrocaro Terme.

## Palmarès
| Année | Vainqueur        | Deuxième          | Troisième                |
| ----- | ---------------- | ----------------- | ------------------------ |
| 1958  | Ercole Baldini   | Rolf Graf         | Jacques Anquetil         |
| 1959  | Ercole Baldini   | Jacques Anquetil  | Ernesto Bono             |
| 1960  | Jacques Anquetil | Ercole Baldini    | Diego Ronchini           |
| 1961  | Jacques Anquetil | Ercole Baldini    | Arnaldo Pambianco        |
| 1962  | Ercole Baldini   | Jacques Anquetil  | Giacomo Fornoni          |
| 1963  | Ercole Baldini   | Jacques Anquetil  | Diego Ronchini           |
| 1965  | Jacques Anquetil | Felice Gimondi    | Luciano Sambi            |
| 1967  | Felice Gimondi   | Vittorio Adorni   | Ole Ritter               |
| 1968  | Felice Gimondi   | Eddy Merckx       | Vittorio Adorni          |
| 1969  | Felice Gimondi   | Vittorio Marcelli | Giovanni Cavalcanti      |
| 1970  | Ole Ritter       | Gösta Pettersson  | Italo Zilioli            |
| 1971  | Felice Gimondi   | Davide Boifava    | Gösta Pettersson         |
| 1972  | Roger Swerts     | Felice Gimondi    | Gösta Pettersson         |
| 1973  | Felice Gimondi   | Roberto Poggiali  | Giovanni Battaglin       |
| 1974  | Francesco Moser  | Felice Gimondi    | Martín Emilio Rodríguez  |
| 1977  | Bernt Johansson  | Carmelo Barone    | Alfio Vandi              |
| 1978  | Bernt Johansson  | Roy Schuiten      | Gianbattista Baronchelli |
| 1979  | Roy Schuiten     | Jørgen Marcussen  | Henk Lubberding          |